# ミハウ・カジミェシュ・ラジヴィウ

紋章

ミハウ・カジミェシュ・ラジヴィウ（ポーランド語：Michał Kazimierz Radziwiłł, リトアニア語：Mykolas Kazimieras Radvila, 1625年 - 1680年）は、ポーランド・リトアニア共和国の大貴族（マグナート）、公（帝国諸侯）。ポーランド王ヤン3世ソビェスキの義弟。

## 生涯
1652年からリトアニア大膳官を、1653年からリトアニア・クライチィ職（肉切り分け）を、1656年からリトアニア副酒膳官を、1661年からヴィリニュス城代を、1667年からヴィリニュス県知事を、1668年からリトアニア副大法官およびリトアニア野戦ヘトマンをそれぞれ務めた。ネスヴィジのオルディナトで、ウプィテ、プシェムィシル、チュウクフ、カミェニェツ、ホイニツェ、リダ、テルシェイ、ラプシュティン、ホテン、ホメリ、オストラ、グルビンの代官職を保有する大土地所有者でもあった。1661年5月2日から6月18日までワルシャワで開かれたセイムの議長となった。1658年、ヴワディスワフ・ドミニク・ザスワフスキの未亡人でヤン・ソビエスキの妹であるカタジナ・ソビェスカと結婚した。「大洪水」では、侵攻国スウェーデンと結んだ一族のヤヌシュ・ラジヴィウやボグスワフ・ラジヴィウとは違い、ポーランド・リトアニア共和国を防衛するために戦った。